# Nordal Wille
Johan Nordal Fischer Wille, född 28 oktober 1858 i Skjolden, Østfold fylke, död 4 februari 1924 i Kristiania (nuvarande Oslo), var en norsk botaniker.
Wille vikarierade 1877–1878 som konservator vid universitetsmuseet i Kristiania, blev biblioteksamanuens där 1880, var regnellsk amanuens vid Naturhistoriska riksmuseet i Stockholm 1883–1886, blev filosofie doktor i Kristiania 1885, tillförordnad professor i botanik vid Stockholms högskola 1886, överlärare i botanik vid Ås högre lantbruksskola 1889 och professor i botanik och trädgårdsföreståndare vid Kristiania universitet 1893. Han idkade fykologiska, anatomiska och fysiologiska studier i Stockholm, Köpenhamn och Berlin på 1870- och 1880-talen och höll sig som författare mest till dessa områden. År 1897 företog han en botanisk resa genom Kaukasien till Transkaspien, särskilt för algforskning.
Av hans större arbeten kan nämnas Bidrag til algernes physiologiske anatomi (1885), Beiträge zur physiologischen Anatomie der Laminariaceen (1897), serien Algologische Notizen (från 1900), Studien über Chlorophyceen (1901) och Algologische Untersuchungen (1906), vartill kommer många smärre avhandlingar och uppsatser. Han blev ledamot av Fysiografiska sällskapet i Lund 1902, Vetenskapsakademien i Stockholm 1905 och Vetenskapssocieteten i Uppsala 1915 samt hedersdoktor vid Uppsala universitet vid Linnéjubileet 1907.